# 포리스트 시티 런던
포리스트 시터 런던(FC London)은 캐나다 온타리오주 런던을 연고지로 하는 아마추어 축구팀이다. 현재 USL 프리미어 디벨로프먼트 리그에 참가하고 있으며 성적은 좋은 편이다.

## 선수 명단

### 현역
참고: FIFA 자격 규정에 따라 소속된 국가대표팀 국기를 표시합니다. 선수는 복수의 FIFA 비회원국 국적을 가지고 있을 수 있습니다.
| 번호 | 포지션 | 국적          | 이름      |
| ---- | ------ | ------------- | --------- |
| -    | GK     | 앤티가 바부다 | 타지 무어 |

| 번호 | 포지션 | 국적     | 이름            |
| ---- | ------ | -------- | --------------- |
| -    | MF     | 인도     | 아만 칸나       |
| -    | MF     | 콜롬비아 | 산티아고 폰세카 |